# Svjetski kup u vaterpolu 2006.
Svjetski kup u vaterpolu 2006. trinaesto je izdanje ovog natjecanja. Održan je u Budimpešti u Mađarskoj od 13. do 18. lipnja. Hrvatska je u borbi za broncu izgubila od Španjolske 13:10, a u borbi za zlato SCG je nakon produžetaka pobijedila domaćina Mađarsku 10:9.

## Konačni poredak
| Mj. | Država             |
| --- | ------------------ |
| 1.  | Srbija i Crna Gora |
| 2.  | Mađarska           |
| 3.  | Španjolska         |
| 4.  | Hrvatska           |
| 5.  | Italija            |
| 6.  | Rumunjska          |
| 7.  | Grčka              |
| 8.  | Rusija             |